# Lista de governadores de Chiapas

## Lista de governadores do estado deChiapas(México)
- (1825 - 1826): Manuel José de Rojas
- (1826 - 1830): José Diego Lara
- (1829): Emeterio Pineda
- (1830): Joaquín Miguel Gutiérrez
- (1830): Emeterio Pineda
- (1830): José Rafael Coello
- (1830 - 1832): José Ignacio Gutiérrez
- (1832): Manuel Escandón
- (1832): Mariano José Correa
- (1832): Joaquín Miguel Gutiérrez
- (1832): Emeterio Pineda
- (1832 - 1833): Quirino Domínguez
- (1833): Joaquín Miguel Gutiérrez
- (1833): Emeterio Pineda
- (1833 - 1834): Joaquín Miguel Gutiérrez
- (1834 - 1835): Joaquín Miguel Gutiérrez
- (1835): José Mariano Coello
- (1835): Ignacio Tovilla
- (1835 - 1836): Mariano Montes de Oca
- (1836 - 1837): Clemente Aceituno
- (1836): Salvador Piñeiro
- (1836): Onofre Reyes
- (1837 - 1840): José María Sandoval
- (1840 - 1841): José Diego Lara
- (1841 - 1842): Salvador Ayanegui
- (1842 - 1845): Ignacio Barberena
- (1845 - 1846): Jerónimo Cardona
- (1846 - 1847): Nicolás Ruiz
- (1847 - 1848): Jerónimo Cardona
- (1848): Manuel María Parada
- (1848): Jerónimo Cardona
- (1848): Ponciano Solórzano del Barco
- (1848 - 1849): Fernando Nicolás Maldonado
- (1849 - 1850): Ramón Larraínzar
- (1850 - 1851): Fernando Nicolás Maldonado
- (1851): José Farrera
- (1851 - 1853): Fernando Nicolás Maldonado
- (1853): Domingo Ruiz Molina
- (1853 - 1855): Fernando Nicolás Maldonado
- (1855 - 1856): Ángel Albino Corzo
- (1856): Domingo Ruiz Molina
- (1856 - 1857): Ángel Albino Corzo
- (1857): Francisco Robles
- (1858): Ángel Albino Corzo
- (1858 - 1859): Matías Castellanos
- (1859 - 1861): Ángel Albino Corzo
- (1861): Juan Clímaco Corzo
- (1861): Ángel Albino Corzo
- (1861 - 1863): Juan Clímaco Corzo
- (1863 - 1864): José Gabriel Esquinca
- (1864 - 1865): José Pantaleón Domínguez
- (1866): José Mariano García
- (1866 - 1875): Sem informação.
- (1875 - 1876): Moisés Rojas
- (1876): Carlos Borda
- (1876): Eleuterio Villasana
- (1876): Manuel Cerón
- (1877): Diego Betanzos
- (1877): Sebastián Escobar
- (1877): Nicolás Ruiz
- (1877 - 1878): Sebastián Escobar
- (1878 - 1879): Juan José Ramírez
- (1879): Mariano Aguilar
- (1879 - 1883): Miguel Utrilla
- (1883 - 1886): José María Ramírez
- (1886): Adrián Culebro
- (1886 - 1887): José María Ramírez
- (1887): Manuel Carrascosa
- (1888): Miguel Utrilla
- (1888 - 1891): Manuel Carrascosa
- (1891 - 1893): Emilio Rabasa
- (1893): Raúl del Pino
- (1893 - 1894): Emilio Rabasa
- (1894 - 1895): Fausto Moguel
- (1895): Francisco León
- (1896): José María González
- (1896 - 1899): Francisco León
- (1899): Luis Farrera
- (1899): Francisco León
- (1899): Rafael Pimentel
- (1900): Abraham A. López
- (1901 - 1902): Rafael Pimentel
- (1902 - 1903): Onofre Ramos
- (1903 - 1904): Rafael Pimentel
- (1904): Onofre Ramos
- (1905): Rafael Pimentel
- (1905): Onofre Ramos
- (1905): Rafael Pimentel
- (1905): Miguel Castillo
- (1905): Ramón Rabasa
- (1906): Abraham A. López
- (1906 - 1908): Ramón Rabasa
- (1908): Abraham A. López
- (1908 - 1909): Ramón Rabasa
- (1909): José Inés Cano
- (1909): Abraham A. López
- (1909 - 1910): Ramón Rabasa
- (1910): José Inés Cano
- (1910 - 1911): Ramón Rabasa
- (1911): José Inés Cano
- (1911): Manuel Trejo
- (1911): Ramón Rabasa
- (1911): Manuel Trejo
- (1911): Reynaldo Gordillo León
- (1911): Policarpio Rueda Fernández
- (1911): Manuel Rovelo Argüello
- (1911): Marco Aurelio Solís
- (1911 - 1912): Reynaldo Gordillo León
- (1912 - 1913): Flavio Guillén
- (1913): Marco Aurelio Solís
- (1913): Reynaldo Gordillo León
- (1913 - 1914): Bernardo Palafox

- (1914) José Inés Cano
- (1914) José María Marín
- (1914) Jesús Agustín Castro
- (1914) Blas Corral
- (1914 - 1915) Jesús Agustín Castro
- (1915) Blas Corral
- (1915) Jesús Agustín Castro
- (1916) Blas Corral
- (1916) José Ascención González
- (1916) Blas Corral
- (1916 - 1917) Pablo Villanueva
- (1917 - 1918) Manuel Fuentes A.
- (1918 - 1919) Pablo Villanueva
- (1919) Manuel Fuentes A.
- (1919) Pablo Villanueva
- (1919 - 1920) Pascual Morales Molina
- (1920) Alejo González
- (1920) Francisco G. Ruíz
- (1920) Juan Zertuche
- (1920) Fausto Ruíz
- (1920) Francisco G. Ruíz
- (1920) Amadeo Ruíz
- (1920 – 1924) Tiburcio Fernández Ruíz
- (1921) Benigno Cal y Mayor
- (1922) Tiburcio Fernández Ruíz
- (1922) Amadeo Ruíz
- (1922 - 1923) Tiburcio Fernández Ruíz
- (1923) Manuel Encarnación Cruz
- (1923 - 1924) Tiburcio Fernández Ruíz
- (1924) Rogelio García Castro
- (1924) Tiburcio Fernández Ruíz
- (1924) Luis García
- (1924) Martín Paredes
- (1924) Tiburcio Fernández Ruíz
- (1924) Raúl de León
- (1924) Luis Ramírez Corzo
- (1925) César Córdova
- (1925) Carlos A. Vidal
- (1925) José Castañón
- (1925 - 1926) Carlos A. Vidal
- (1926) J. Amilcar Vidal
- (1927) Luis P. Vidal
- (1927) Manuel Alvarez
- (1927 - 1928) Federico Martínez Rojas
- (1928) Amador Coutiño
- (1928) Rosendo Delabre Santeliz
- (1928 - 1929) Raymundo E. Enríquez
- (1929) Ernesto Constantino Herrera
- (1929) Alvaro Cancino
- (1930) Martín G. Cruz
- (1930) Alvaro Cancino
- (1930) Moisés E. Villers
- (1930) Alberto Domínguez R.
- (1931) José María Brindís
- (1931) Raúl León
- (1932) Mariano G. A. Enríquez
- (1932) Rodolfo Ruíz G.
- (1932) Moisés Enríquez
- (1932) Raymundo Enríquez
- (1932 - 1936): Victórico R. Grajales
- (1936 - 1940): Efraín A. Gutiérrez
- (1940 - 1944): Rafael Pascacio Gamboa
- (1944 - 1947): Juan M. Esponda
- (1947 - 1948): César A. Lara
- (1948 - 1952): Francisco J. Grajales
- (1952 - 1958): Efraín Aranda Osorio
- (1958 - 1964): Samuel León Brindis
- (1964 - 1970): José Castillo Tielemans
- (1970 - 1976): Manuel Velasco Suárez
- (1976 - 1977): Jorge de la Vega Domínguez
- (1977 - 1979): Salomón González Blanco
- (1979 - 1982): Juan Sabines Gutiérrez
- (1982): Gustavo Armendáriz
- (1982 - 1988): Absalón Castellanos Domínguez
- (1988 - 1993): Patrocinio González Garrido
- (1993 - 1994): Elmar Setzer Marseille
- (1994): Javier López Moreno
- (1994 - 1995): Eduardo Robledo Rincón
- (1995 - 1998): Julio César Ruiz Ferro
- (1998 - 2000): Roberto Albores Guillén
- (2000 - 2006): Pablo Salazar Mendiguchía
- (2006 - 2012): Juan Sabines Guerrero
- (2012 - 2018): Manuel Velasco Coello
- (2018 -  2024): Rutilio Escandón
- (2024 - atual): Eduardo Ramírez Aguilar